# Gullestrup Sogn
Gullestrup Sogn er et sogn i Herning Søndre Provsti (Viborg Stift).
I 1981 blev Gullestrup Kirke indviet som vandrekirke. I 1989 blev Gullestrup Sogn udskilt fra Herning Sogn. Det havde hørt til Hammerum Herred i Ringkøbing Amt og lå fra 1913 i Herning Købstad. Den blev ved kommunalreformen i 1970 kernen i Herning Kommune. 
I 1998 blev den nuværende Gullestrup Kirke indviet.
I sognet findes følgende autoriserede stednavne:
- Grøderis (bebyggelse)
- Gullestrup (bebyggelse, ejerlav)
- Løvbakkerne (areal)
- Løvbjerg Plantage (areal)